# 한국GAP협회
한국GAP협회는 GAP 인증기관 상호간의 정보 교류 및 협력,  GAP 인증제도의 활성화 및 인증기관 능력 향상, GAP 농산물 생산·유통·소비 기반의 구축에 노력할 목적으로 목적으로 2009년 2월 24일 설립된 대한민국 농림수산식품부 소관의 사단법인이다. 사무실은 대전시 서구 배재로 155-40(도마동) 배재대학교 원예실습동 201호에 있다.

## 주요 사업
- 지에이피에 관한 조사, 연구, 지도 및 이에 관련한 사업
- 회지, 논문집 기타 지에이피에 관한 도서 출판
- GAP에 관한 교육, 강연회, 박람회 등의 개최와 교류협력사업
- GAP심사원 양성을 위한 교육, 연수 사업
- 기타 본회의 목적달성에 필요한 사업

## 같이 보기
- 농산물우수관리제도(GAP)